# Hübschgesichtwallaby

Verbreitungskarte des Hübschgesichtwallabys

Das Hübschgesichtwallaby (Notamacropus parryi) ist eine Känguruart aus der Gattung der Wallabys (Notamacropus). Es ist durch seine Gesichtszeichnung und den langen Schwanz charakterisiert und lebt im östlichen Australien.
Der Artzusatz im wissenschaftlichen Namen ehrt Sir Edward Perry, der Kommissar für Landwirtschaft in Australien war. Er nahm ein Exemplar dieser Art als Haustier nach England.

## Beschreibung

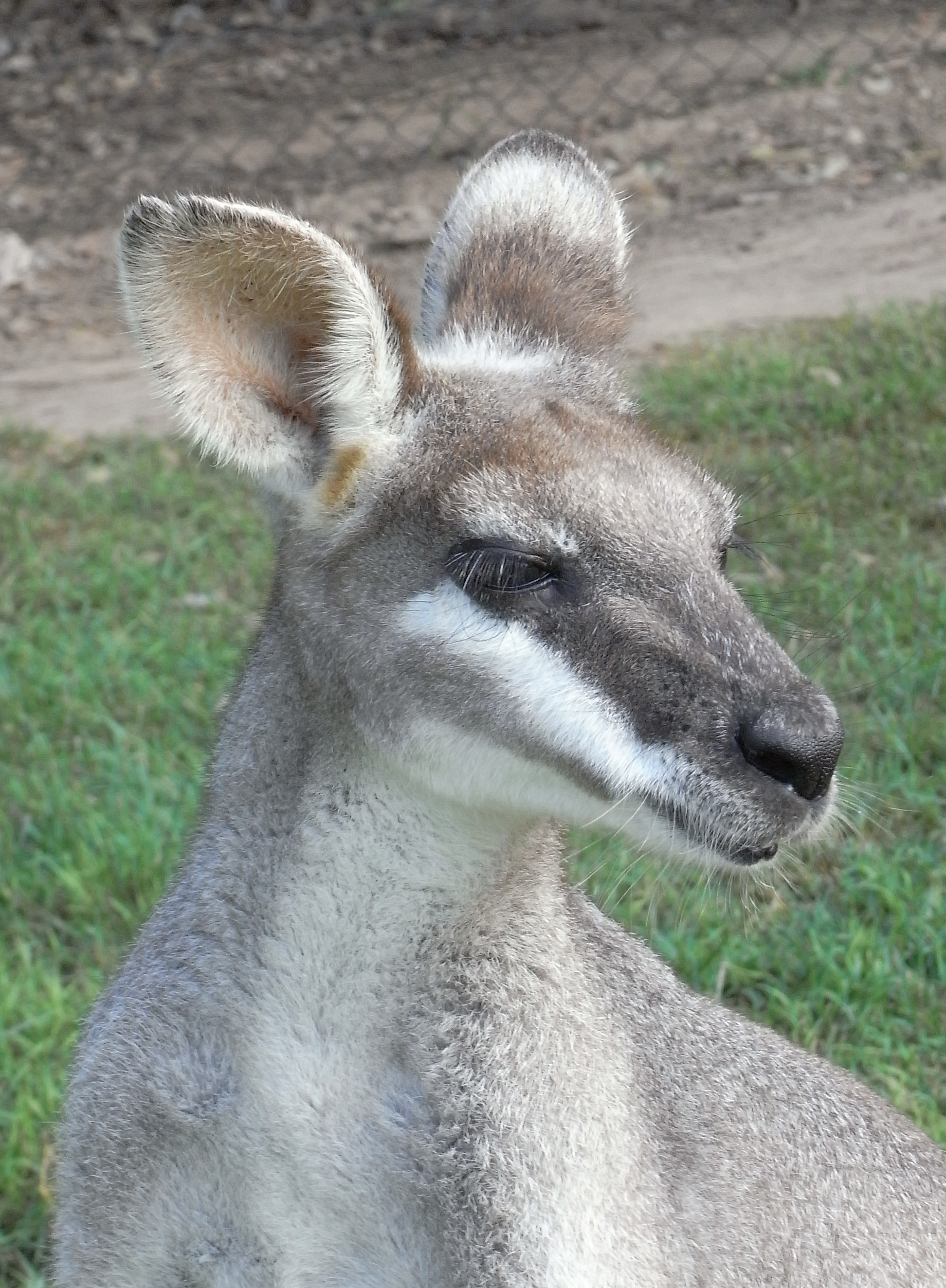
Kopf des Hübschgesichtwallabys

Das Fell der Hübschgesichtwallabys ist an der Oberseite graubraun gefärbt, die Unterseite ist weißlich. Die Oberseite des Kopfes und die Schwanzspitze sind meist dunkler gefärbt. Auffälligstes Kennzeichen sind die weißen Wangenstreifen, die sich von der Schnauze bis unter die Augen erstrecken. Der Schwanz ist länger als der anderer Wallabys und ausgesprochen dünn. Wie bei den meisten Kängurus sind die Hinterbeine deutlich länger und kräftiger als die Vorderbeine und der Schädel langgestreckt. Diese Tiere erreichen eine durchschnittliche Kopfrumpflänge von 90 Zentimetern, eine Schwanzlänge von 94 Zentimetern und ein Durchschnittsgewicht von 16 Kilogramm.

## Verbreitung und Lebensraum
Hübschgesichtwallabys sind in der östlichen australischen Küstenregion beheimatet, ihr Verbreitungsgebiet erstreckt sich vom Süden der Kap-York-Halbinsel (Queensland) bis in das nordöstliche New South Wales. Ihr Lebensraum sind offene, grasbewachsene Waldgebiete, wobei sie hügeliges Terrain bevorzugen.

## Lebensweise
Diese Kängurus sind tagaktiv, gehen jedoch meist morgens oder abends auf Nahrungssuche. Tagsüber verbergen sie sich oft im Schatten. Sie leben in Gruppen zusammen, die bis zu 50 Tiere umfassen können und eine Sozialstruktur entwickeln. Die Männchen kämpfen untereinander um die Führungsrolle in der Gruppe und um das Paarungsvorrecht bei den Weibchen.
Wie alle Kängurus sind Hübschgesichtwallabys Pflanzenfresser, die sich von Gräsern und Kräutern ernähren.
Nach rund 34- bis 38-tägiger Tragzeit bringt das Weibchen meist ein einzelnes Jungtier zur Welt. Dieses verbringt seine ersten acht Lebensmonate ausschließlich im Beutel der Mutter, einige Wochen später wird es entwöhnt. Die Geschlechtsreife tritt mit rund 18 bis 24 Monaten ein, bei Weibchen etwas früher als bei Männchen.

## Bedrohung
Das Hübschgesichtwallaby zählt zu den weniger bedrohten Känguruarten, es wurde nie kommerziell bejagt und ist in seinem Verbreitungsgebiet relativ häufig.
Hübschgesichtwallabys werden in Europa nicht mehr gepflegt, ehemalige Halter sind Köln, München und London.

## Belege
1. ↑  Conder & Strahan (Hrsg.): Dictionary of Australian and New Guinean Mammals. CSIRO PUBLISHING, 2007, ISBN 978-0-643-10006-0, S. 73 (Macropus parryi).
2. ↑    Zootierliste, 10.6.